# Nueva Jerusalén, Motozintla
Nueva Jerusalén är en ort i Mexiko.   Den ligger i kommunen Motozintla och delstaten Chiapas, i den sydöstra delen av landet, 900 km sydost om huvudstaden Mexico City. Nueva Jerusalén ligger 2 349 meter över havet och antalet invånare är 124.
Terrängen runt Nueva Jerusalén är huvudsakligen bergig, men den allra närmaste omgivningen är kuperad. Runt Nueva Jerusalén är det ganska tätbefolkat, med 172 invånare per kvadratkilometer. Närmaste större samhälle är Motozintla de Mendoza, 16,5 km norr om Nueva Jerusalén. I omgivningarna runt Nueva Jerusalén växer i huvudsak städsegrön lövskog.